# Буглівський стратотип
Буглівський стратотип — відслонення, геологічна пам'ятка природи місцевого значення в Україні. Розташований на північний околиці села Огризківці Кременецького району Тернопільської області, в яру, що прорізає правий схил річки Буглівка. 
Площа — 0,1 га. Оголошений об'єктом природно-заповідного фонду рішенням виконкому Тернопільської обласної ради від 26 грудня 1983 року № 496. Перебуває у віданні місцевої селянської спілки. 
У циркоподібній улоговині під охороною — відслонення нижньосарматської товщі (міоцен), серед порід якої виділяються так звані буглівські верстви, складені кварцовими пісками, пісковиками, піщанистими глинами, мергелями і вапняками, заг. потужністю бл. 16 м.